# 鹿島家 (米子の豪商)
鹿島家（かしまけ）は江戸時代の伯耆国（現・鳥取県米子）の地下人（豪商）の家格の家である。

## 歴史
鹿島家は同家の『永代記録 第一』によれば、初代は岡山商人の高林 三郎左衛門 常吉（高林 常吉）である。米子へ小間物行商に来ているうち立町に定住することにし、親類の六兵衛も一緒に住んだという。三郎左衛門は、寛文12年（1672年）に没し、二代三郎左衛門が継ぎ、その弟は分家六兵衛（当時尾高町）方に養子となる。
三代目三郎左衛門は二代目の五男で、長男は尾高町に[養子、二男は道笑町へ分家した。三代目のころは町裏に田畑若干を持ち、地利銭が八俵くらいあったという。店は間口三間あった。
四代目治郎右衛門の時、初めは商売がうまくいかず、屋根･庇がいたみ、戸障子もいたんだので茣蓙をつり下げてごまかした。親ゆずりの畑一反歩ばかりを耕し、豆腐や菎蒻を作って売り糊口を凌いだ。
ところが、宝暦9年（1759年）藩内で銀札騒動が起こり、米子でも新札と旧札の交換が渋滞し、商家も新札では品物を売らぬ状態が続いた。町中の貧民層では米屋が商いしないでも困っている者が多いという惨状を見て、治郎右衛門は、後藤家の分家七左衛門を通して、町年寄宮本 助右衛門に頼み、米屋開業の許可を得た。その年の11月、米一俵からの商売を始め、「麦」･「大豆」･「小豆」･「綿実」なども取り扱うようになった。
天明5年（1785年）には弟の治助を分家させるために、米屋 佐左衛門の持家「表口三間半」のものを「銀三貫匁」･「三年賦」で買い取り、治助に「元手三貫匁」を持たせた。「穀物」･「醤油」･「質商」を営むかたわら、利益金をもって田畑の買い取りも行った。
寛政11年（1799年）本・分家で相談して両家共同の『算用帳』を毎年正月に仕立てることにし、さらに一族永代繁栄のために二十三ヵ条の起請文を定めた。
鹿島家は、その家憲に風雅華美を戒めたとは言え、文化・文政年間以降に一族から長智・重正・重尚･重好・長行らの歌道や茶道など、文化面に深い造詣を示した人々を輩出している。同家に伝える『茶会記』などによると、米子・松江から上方にいたる範囲で「士族」･「僧侶」･「医家」･「商人」の社会に広い交わりのあった豪商鹿島家の一面をうかがうことができる。

## その他
2011年（平成23年）2月、鹿島家（同市立町 2丁目）で、江戸時代に米子城を預かった荒尾氏の10代・成裕が詠んだ俳句の短冊が見つかった。幕末に鹿島家が米子城の大改修を肩代わりしたお礼に贈られた作品で、専門家は「荒尾氏の鹿島家に対する気の使い様が分かる興味深い資料」としている。